# Salva Capín
Salvador Capín Martino (Gijón, Asturias, España, 10 de septiembre de 1975), conocido como Salva Capín, es un exfutbolista español que jugaba de centrocampista.

## Trayectoria
Formado en las categorías inferiores del Real Sporting de Gijón, llegó a debutar en Primera División el 5 de abril de 1998 durante un encuentro disputado entre el Sporting y el R. C. D. Español en el estadio El Molinón. Tras alternar partidos con el filial y el primer equipo durante dos temporadas, en julio de 2000 fichó por el Airdrieonians F. C. escocés. En marzo de 2001 se incorporó a las filas del Raith Rovers F. C., equipo en el que jugó hasta su retorno a España al final de la temporada.
Para la campaña 2001-02 firmó un contrato con el Club Polideportivo Ejido, aunque en el mercado de invierno recaló en la S. D. Huesca de la Segunda División B. Tras el descenso de categoría del club aragonés, pasó a la disciplina del Universidad de Las Palmas C. F., conjunto con el que disputó la fase de ascenso a Segunda División en la temporada 2002-03. En septiembre de 2003 regresó a Escocia para incorporarse al Livingston F. C., y en febrero de 2004 inició su segunda etapa como jugador del Raith Rovers. En la campaña 2005-06 firmó con el Motril C. F. de la Tercera División. Su último equipo fue el U. C. Ceares, donde militó entre 2006 y 2010 también en Tercera.

## Clubes
| Club                            | País    | Año       |
| ------------------------------- | ------- | --------- |
| Real Sporting de Gijón "B"      | España  | 1994-1995 |
| Ribadesella C. F.               | España  | 1995-1996 |
| Real Sporting de Gijón "B"      | España  | 1996-2000 |
| Airdrieonians F. C.             | Escocia | 2000-2001 |
| Raith Rovers F. C.              | Escocia | 2001      |
| Club Polideportivo Ejido        | España  | 2001-2002 |
| S. D. Huesca                    | España  | 2002      |
| Universidad de Las Palmas C. F. | España  | 2002-2003 |
| Livingston F. C.                | Escocia | 2003      |
| Raith Rovers F. C.              | Escocia | 2004      |
| Motril C. F.                    | España  | 2005-2006 |
| U. C. Ceares                    | España  | 2006-2010 |